# Indolagus
Indolagus Gureev, 1953 è un sottogenere del genere Lepus, comprendente tutti i mammiferi lagomorfi conosciuti collettivamente col nome comune di lepri.
Al sottogenere sono attualmente ascritte 3 specie, caratterizzate da taglia variabile (dagli oltre 60 cm delle sottospecie più grandi di lepre indiana, ai 40 cm della piccola lepre di Hainan), corporatura robusta, lunghe zampe posteriori, orecchie di media lunghezza e dal margine arrotondato e caratteristica forma del cranio a trapezio rettangolo.

## Tassonomia
La classificazione del sottogenere, estratta dall'Integrated Tassonomic Information System, è la seguente:
Ordine Lagomorfi
- Famiglia Leporidae
  - Genere Lepus
    - Sottogenere Indolagus
      - Lepus hainanus - lepre di Hainan
      - Lepus nigricollis - lepre indiana
      - Lepus peguensis - lepre birmana

## Biologia
Anche se il nome Indolagus potrebbe far pensare ad una diffusione limitata al subcontinente indiano, le tre specie ascritte al sottogenere sono diffuse, con areali isolati l'una dall'altra, nel sud dell'India e a Ceylon (Lepus nigricollis, introdotta anche a Mauritius, Giava e nelle Seychelles), in Birmania ed Indocina (Lepus peguensis) e sull'isola di Hainan (Lepus hainanus).
Come tutte le lepri, hanno abitudini principalmente solitarie e notturne, anche se non è raro osservale durante il giorno in aree non antropizzate, scevre da predatori od anche in giornate nuvolose: generalmente però di giorno riposano nel folto della vegetazione. Sono animali esclusivamente erbivori.

Non vi è un periodo riproduttivo ben definito, tuttavia si possono riscontrare picchi delle nascite nei mesi corrispondenti alla stagione delle piogge, in corrispondenza della quale vi è maggiore abbondanza di cibo.